# Lethargy
Lethargy war eine Mathcore-Band aus Rochester, New York, die im Jahr 1992 gegründet wurde und sich im Dezember 1999 wieder trennte. Ihr letzter Auftritt fand in der Weihnachtsnacht 1999 statt.

## Geschichte
Die Band wurde im Jahr 1992 von Sänger und Gitarrist Erik Burke, Bassist Adam Routier, Schlagzeuger Brann Dailor, und Gitarrist Steve Nedwetsky gegründet. Im Jahr 1993 nahmen sie mit Lost in This Existence ihr erstes Demo auf. Im selben Jahr wurde zudem Gitarrist Nedwetsky durch Brian Steltz ersetzt. Ein weiteres Demo mit dem Namen Tainted folgte im Jahr 1994. Ein Jahr später wurde Gitarrist Steltz durch Bill Kelliher ersetzt.
Ihr erstes und einziges Studioalbum veröffentlichte die Band im Jahr 1996 mit dem Namen It’s Hard to Write with a Little Hand. Da Gitarrist Kelliher und Schlagzeuger Dailor vorhatten, bei der Band Today Is the Day zu spielen, hielt die Band ihr letztes Konzert in der Weihnachtsnacht des Jahres 1999. Kelliher und Dailor arbeiteten an einem weiteren Album für Today Is the Day, bevor sie zusammen mit Gitarrist  Brent Hinds und Bassist und Sänger Troy Sanders die Band Mastodon gründeten. Erik Burke gründete ein Projekt namens Sulaco und nahm eine EP für Relapse Records auf. Außerdem trat er kurzzeitig der Band Nuclear Assault bei. Momentan ist er Mitglied der Band Brutal Truth.

## Stil
Die Band spielt extrem anspruchsvolle, präzise und schnelle Musik. Der gutturale Gesang Gesang hat dabei einen sehr aggressiven Ton. Einflüsse aus dem Jazz sind hörbar, wobei die Band mit anderen Bands wie Atheist verglichen wird. Die Lieder enthalten keine klar erkennbaren Strukturen und sind von rockigen Passagen sowie Gesprächspassagen aus Filmen durchsetzt.

## Diskografie

### Demos
- Lost in This Existence (1993, Eigenveröffentlichung)
- Tainted (1994, Eigenveröffentlichung)
- Humor Me, You Funny Little Man (The Red Tape) (1995, Eigenveröffentlichung)

### Alben
- It’s Hard to Write with a Little Hand (1996, Dirty Girl Records/Endless Records)

### Kompilationen
- Discography ‘93-‘99 (2000, Spoth Records)

### Split-Alben
- Lethargy/Big Hair (mit Big Hair, 1994, Eigenveröffentlichung)